# Закон Грэмма — Лича — Блайли
Закон о финансовой модернизации, называемый также по фамилиям его инициаторов Законом Грэмма — Лича — Блайли (Gramm — Leach — Bliley Financial Services Modernization Act) — акт, принятый Конгрессом США 4 ноября 1999 года и подписанный Президентом США 12 ноября того же года. Внесение законопроекта и его принятие произошло в течение работы одной сессии Конгресса, что в практике Конгресса встречается довольно редко, при голосовании в Сенате «за» проголосовали 80 сенаторов из 100, «против» — всего 8. 

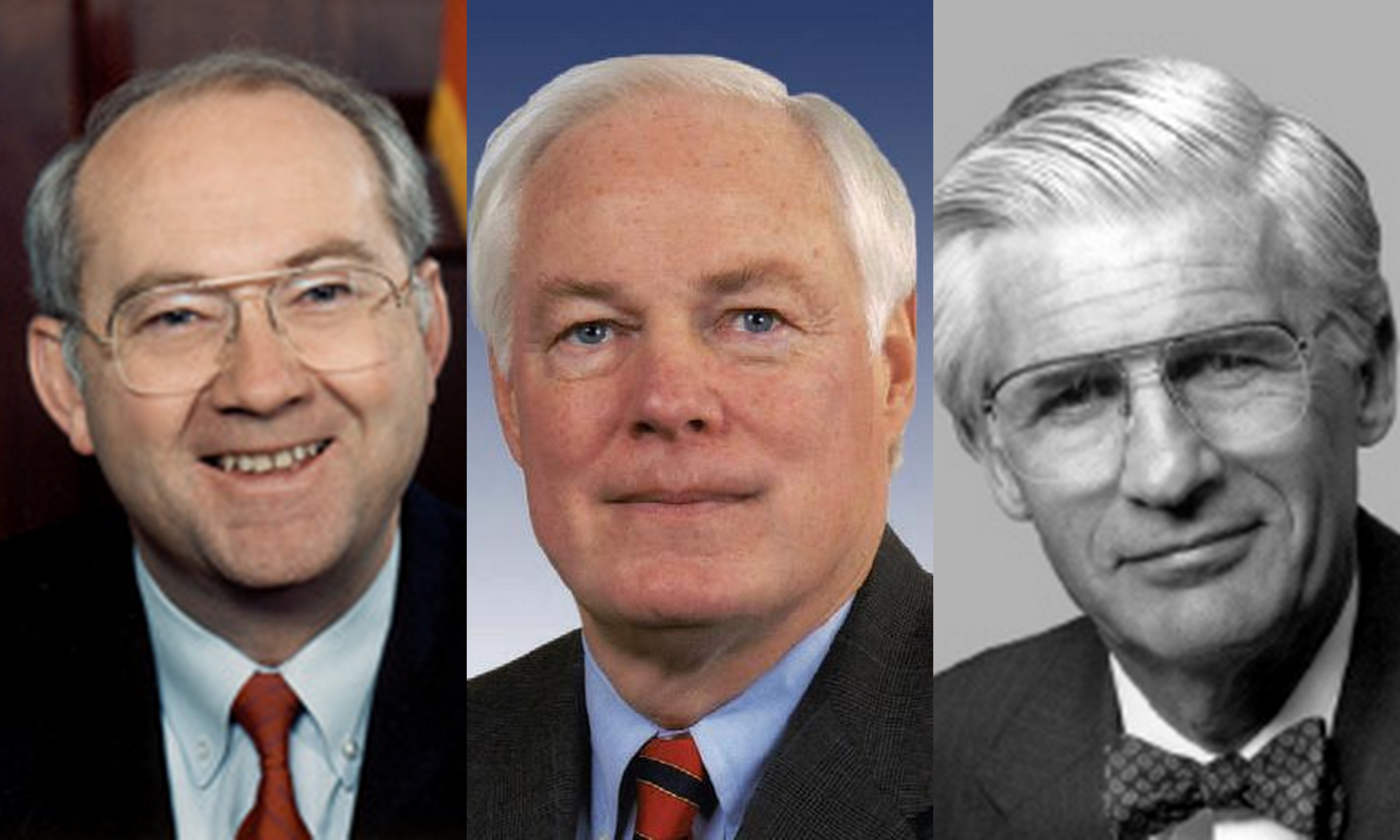
Разработчики и инициаторы закона республиканцы сенатор Фил Грэмм и конгрессмены Джим Лич и Том Блайли

## Предпосылки принятия закона
К середине 80-х гг. XX в. стало очевидно, что запреты, установленные Законом Гласса—Стиголла, фактически перестали работать. Запреты на совмещение одним финансовым учреждением функций коммерческого и инвестиционного банков, установленные Законом Гласса—Стиголла, постепенно размывались через принятие судебных решений, а также через толкование его норм Службой валютного контролера (Office of the Controller of the Currency) и Правлением Федеральной резервной системы. «Размывание» осуществлялось главным образом через специфическое толкование понятия «эмиссионная ценная бумага». Благодаря этому банки получали возможность использовать в своих операциях новые финансовые инструменты, необычные для традиционной банковской практики. В частности, банки получили право участвовать в предоставлении так называемых секьюритизованных займов. Закон Гласса-Стиголла содержал норму, которая не признавала операцией с ценными бумагами сделку, в результате которой активы трансформируются в ценные бумаги, но держатель этой бумаги обладает такими же правами в отношении активов, что и до трансформации. Это положение позволило банкам повышать коэффициент ликвидности своих активов, трансформируя их в ценные бумаги. Глобализация и универсализация мирового финансового рынка, необходимость эффективного конкурирования американских финансовых компаний с иностранными и глобальными финансовыми конгломератами, вынудили Конгресс США пересмотреть ставший привычным подход к разделению рынка финансовых услуг на инвестиционный, банковский и страховой секторы.
Кроме объективных факторов принятия закона о финансовой модернизации необходимо обратить внимание и на такое традиционное для американского законодательного процесса явление как лоббизм. Одним из самых активных лоббистов отмены Акта Гласса—Стиголла и соответственно принятия Закона Грэмма — Лича — Блайли являлся создатель Citigroup, управляющий финансовым гигантом Travelers Group Сэнфорд (Сэнди) Вейл (Sandy Weill). Дело в том, что ещё в апреле 1998 года было объявлено о готовящемся слиянии Travelers Group с крупнейшим международным коммерческим банком Citicorp, что прямо противоречило Закону Гласса—Стиголла. Созданная в результате этого слияния Citigroup получила двухлетнюю отсрочку для того, чтобы привести свой бизнес в соответствие с законом, избавившись от страховых и некоторых других активов бывшей Travelers Group. Говорят, Вейл поспорил с главой Citicorp Джоном Ридом о том, что Конгресс до истечения двух лет отменит ограничения, установленные Законом Гласса—Стиголла.

## Содержание закона
Закон отменил некоторые серьёзные ограничения в финансовой сфере, введённые Актом Гласса — Стиголла 16 июня 1933 года, коренным образом изменив правила банковского бизнеса в США и расширив возможности создания и деятельности финансовых конгломератов (financial conglomerate). Прежде всего, закон о финансовой модернизации разрешил банковским холдингам преобразовываться в финансовые холдинговые компании (financial holding company, FHC), которые могли иметь в собственности коммерческие и инвестиционные банки, а также страховые компании. Кроме того, инвестиционные банки и страховые компании получили возможность сами создавать финансовые холдинговые компании (FHC), для чего им необходимо было получить одобрение ФРС США. Закон также позволил американским банкам преобразовываться в ограниченные универсальные банки (restricted universal banks, RUB), которые могут одновременно заниматься и коммерческим и инвестиционным банкингом, а также страхованием и, более того, нефинансовыми операциями. Ограниченность деятельности RUB объясняется тем, что достаточности капитала дочерних банков и компаний, входящих в финансовый холдинг, полностью регулируется собственными пруденциальными нормами. Кроме того, ограничено перекрестное владение акциями между дочерними компаниями FHC и нефинансовыми компаниями (FHC может иметь не более 5% уставного капитала нефинансовой компании). Таким образом, закон о финансовой модернизации создал финансовую систему, состоящую из трёх финансовых конгломератов:
- Банковская холдинговая компания (Bank holding company)
- Финансовая холдинговая компания (Financial holding company, FHC)
- Ограниченный универсальный банк (Restricted universal banks, RUB)

## Последствия введения закона в действие
За пять лет действия закона, к 2005 году, число финансовых холдинговых компаний, находившихся в собственности резидентов США, достигло 469 с совокупными активами $7,893 трлн, а число холдинговых компаний, находившихся в собственности нерезидентов США — 15 с совокупными активами $1,516 трлн.

## Мнение современников
Этот закон имеет жизненно важное значение для будущего нашей страны. Если сейчас мы не примем закон, то можем обнаружить, что Лондон, Франкфурт или даже Шанхай стали финансовыми столицами мира. Это будет иметь очень серьезные последствия для всей Америки, где рынок финансовых услуг — важнейшая область, где быстрее всего растет потребность в новых рабочих местах, где наша технология находится впереди кого бы то ни было, где наш капитал доминирует во всем мире... Есть много причин, чтобы принять этот закон. Первая и главная из них — важность формирования условий, обеспечивающих конкурентоспособность американских фирм. Если это не будет сделано, уже через три года с развитием технологии мы обнаружим, что большинство американских компаний покидают страну и переносят свой бизнес в те страны, законодательство которых позволяет делать все эти вещи.
Когда был принят закон Грэмма—Лича—Блайли в 1999 г., отменивший большинство положений закона Гласса—Стигалла, законодательные органы просто утвердили те изменения, которые уже произошли в данной отрасли. Эти изменения были активно поддержаны Комиссией по ценным  бумагам, другими регулятивными органами и саморегулирующимися организациями, как благоприятные для внедрения инноваций и повышения рыночной эффективности... Эта эволюция привела к появлению совершенно нового источника нестабильности: системного риска для финансовых рынков, обусловленного сложными условиями и взаимодействием этих финансовых конгломератов. В результате нынешнее положение привело к краху, а нарушение системы оказалось таким дестабилизирующим. Наступает такой момент, когда регулирование, как концепция эволюции, теряет свою эффективность. Основная проблема, с которой нам предстоит столкнуться сегодня, связана с тем, что эти инновации породили компании, которые гораздо сложнее регулировать — и восстановить в случае краха. Решение предполагает не возврат к строгим ограничениям эпохи Гласса—Стигалла, а требует признать важность системного риска и научиться определять, оценивать и контролировать такой риск. И тогда мы сможем встать на путь эволюции.
...положения Закона Грэмма—Лича—Блайли ограничивают способность ФРС в качестве единого надзорного органа инспектировать, получать отчеты и применять меры воздействия к дочерним организациям (банков), которые находятся в сфере надзора других органов. Мы надеемся, что Конгресс рассмотрит возможность изменения данных положений Закона Грэмма-Лича-Блайли, с тем, чтобы единый надзорный орган имел необходимые инструменты и полномочия для проверки всех частей и подразделений организации.